# Manolo Villanova
Manuel José Villanova Rebollar (Zaragoza, España, 27 de agosto de 1942), conocido como Manolo Villanova, es un entrenador y exjugador de fútbol español. Como jugador se desempeña en la posición de guardameta.

## Trayectoria
Entrenó al Real Zaragoza en varias etapas y categorías, y a su filial, el Deportivo Aragón, al Recreativo de Huelva durante cuatro años, al Hércules Club de Fútbol, a la Unión Deportiva Salamanca, al Real Club Deportivo Mallorca, y a la Sociedad Deportiva Huesca.

## Clubes

### Como jugador
| Club              | País   | Año       |
| ----------------- | ------ | --------- |
| R. C. D. Mallorca | España | 1966-1967 |
| Real Betis        | España | 1967-1971 |
| Real Zaragoza     | España | 1971-1975 |

### Como entrenador
| Club                       | País   | Año       |
| -------------------------- | ------ | --------- |
| Deportivo Aragón           | España | 1975-1978 |
| Real Zaragoza              | España | 1979-1981 |
| U. D. Salamanca            | España | 1982-1984 |
| R. C. D. Mallorca          | España | 1984-1985 |
| Hércules C. F.             | España | 1985-1986 |
| Real Zaragoza              | España | 1987-1988 |
| S. D. Huesca               | España | 1991-1992 |
| R. C. Recreativo de Huelva | España | 1992-1996 |
| Real Zaragoza "B"          | España | 1996-2003 |
| S. D. Huesca               | España | 2006-2008 |
| Real Zaragoza              | España | 2008      |
| Real Zaragoza "B"          | España | 2008-2009 |
| C. D. Sariñena             | España | 2013-2014 |